# فرانسيسكو روسي
فرانسيسكو روسي (بالإيطالية: Francesco Rossi)‏ (17 نوفمبر 1974 ميلانو إيطاليا - ) هو لاعب كرة قدم إيطالي، يلعب كمدافع، لعب 464 مباراة وسجل 19 هدف.

## مسيرته

### مسيرته مع الأندية
- 1992 - 1997 لعب مع نادي مونزا 90 مباراة سجل خلالها 7 أهداف.
- 1997 - 2000 لعب مع نادي كومو 84 مباراة سجل خلالها 3 أهداف.
- 2000 - 2002 لعب مع نادي سبال 61 مباراة.
- 2002 - 2008 لعب مع نادي كروتوني 200 مباراة سجل خلالها 8 أهداف.
- 2008 - 2010 لعب مع يو أس بركوليتزه 1932 29 مباراة سجل خلالها هدف.